# Amu Darya
L'Āmū Daryā (in persiano آمودریا‎, dove Daryā vuol dire "mare" e Āmū "fiume"; in uzbeco Amudaryo; in tagico Амударё?; in pashtu آمو سيند‎, Āmú Sínd) è il fiume più lungo dell'Asia centrale. La sua lunghezza totale è di 2650 chilometri ed è navigabile per oltre 1450 chilometri. Nell'antichità classica, era conosciuto con il nome di Ὦξος (Oxos) in greco e Oxus in latino, mentre la sua denominazione era in arabo جَـيْـحُـوْن‎?, Jayḥūn.

## Percorso
La sorgente si trova nelle montagne del Pamir. Inizialmente prende il nome di fiume Pamir, parte da Zorkul, scorre verso est fino a Ishtragh. Lì gira verso nord e poi verso est nord-ovest attraverso l'Hindu Kush con il nome di Panj, marcando il confine tra Afghanistan e Tagikistan e successivamente quello tra Afghanistan e Uzbekistan per circa 200 km, fino a passare da Termez. Segue il confine tra Afghanistan e Turkmenistan per altri 100 km prima di entrare in Turkmenistan presso Kerki.
Come Āmū Daryā, il fiume scorre attraverso il Turkmenistan da sud a nord, passando Türkmenabat e segnando il confine tra Turkmenistan ed Uzbekistan da Khalkabad. Si divide poi in molti corsi d'acqua che formavano il delta che sfociava nel lago d'Aral, passando Urgench, Daşoguz e altre città, ma, a causa dell'abbassamento del livello del lago il fiume ora non riesce a raggiungerlo e si perde nel deserto; attualmente uno dei più grandi rami del delta, dopo aver irrorato le campagne limitrofe, confluisce nel lago Sarygamysh situato a sud-ovest del lago d'Aral.
Il restringimento del lago d'Aral, iniziato alla fine degli anni cinquanta, è dovuto anche alla diminuzione della portata dell'Amu Darya, dovuta, in particolare, all'uso della sua acqua per irrigazione. Il più grande dei canali che deviano l'acqua dell'Āmū Daryā è il canale del Karakum. Questo canale, che corre dall'Āmū Daryā fino al Mar Caspio attraverso il Turkmenistan, è il principale responsabile della carenza d'acqua che il fiume patisce nel suo delta. Esso è infatti il più grande canale artificiale di irrigazione al mondo per portata d'acqua. Progettato negli anni quaranta, i suoi lavori non iniziarono prima del 1954.

## Regime
A differenza della maggior parte dei corsi d'acqua, l'Āmū Daryā è caratterizzato da due periodi di piena invece di uno: una piena in primavera, fra aprile e maggio dovuta allo scioglimento delle nevi, la seconda ha inizio in giugno e prosegue nei mesi estivi, è alimentata dalle acque di scioglimento dei ghiacciai per il calore estivo. Talvolta le due piene possono susseguirsi indistintamente, portando a 5 mesi consecutivi di piene.
Il fiume in alcuni tratti raggiunge una ampiezza di 1.600 metri, depositando fertili sedimenti lungo le sue sponde.
L'attuale diminuzione della sua portata d'acqua rispetto a tempi passati è dovuta, oltre al prelievo tramite canali per l'irrigazione delle colture agricole, anche alla distruzione per opera dell'uomo delle caratteristiche foreste che crescono rigogliose lungo le sue rive, chiamate tugai, formate da canneti, alberi e arbusti molto fitti, talvolta impenetrabili e larghe dagli 800 m ai 3 km. Dove i tugai sono intatti, essi svolgono un'importante funzione di consolidamento delle rive essendo ben radicati, in questo modo impediscono all'acqua del fiume di spandersi nel deserto, mantenendola nell'alveo.

## Testimonianze storiche
Documenti storici affermano che in differenti epoche il fiume è sfociato nel lago d'Aral (da sud), nel Mar Caspio (da est) o in entrambi, così come il Syr Darya (chiamato Jaxartes dagli antichi Greci). Nel V secolo a.C., Erodoto scriveva: "Il fiume di per sé ha 40 rami; ad eccezione di uno che si getta nel Mar Caspio, tutti gli altri si perdono nelle sabbie." A testimonianza che un tempo confluiva nel mar Caspio attraverso un letto oggi asciutto chiamato Uzboj occidentale. Nel IV secolo a.C., l'esercito di Alessandro Magno impiegò cinque giorni e cinque notti per attraversare il fiume. Lo storico e geografo greco Strabone descriveva l'Āmū Daryā
come il più importante corso d'acqua dell'Asia centrale, il cui ramo principale sfociava nel lago d'Aral. 

## Affluenti principali
- Daryā aye Panj, che scorre in Afghanistan e segna il punto in cui il Pjandž diventa Amu Darya;
- Zeravšan, che scorre in Tagikistan e Uzbekistan;
- Surhob, che taglia da nord a sud in Tagikistan;
- Vachš, al confine tra Uzbekistan e Tagikistan.